# 曾云鹗
曾云鹗（1915年10月17日—2018年3月1日），原名国钤，男，湖南武冈人，中国分析化学家。化学教育家，曾任武汉大学教授、博士生导师。